# San Vincenzo in gloria protegge la città di Bergamo
San Vincenzo in gloria che protegge la città di Bergamo è un dipinto olio su tela di Carlo Ceresa conservato nel cappellone dedicato a san Vincenzo e san papa Giovanni XXIII della basilica di Sant'Alessandro.

## Storia
Il duomo di Bergamo ha origini molto antiche ed era intitolato a san Vincenzo Levita, per passare poi alla nuova intitolazione a sant'Alessandro di Bergamo dopo l'unione del capitolo della chiesa alessandrina distrutta per la costruzione delle mura veneziane e quella più antica dedicata al santo spagnolo, cappella che non era però prevista nel progetto originale. L'unificazione dei due capitoli portò all'accelerare dei lavori di ampliamento cui era oggetto l'edificio con la costruzione della grande cappella dedicata al santo. 
La tela fu, infatti, realizzata prima della grande ricostruzione della basilica e inserita come pala in un altare laterale come indicato nel progetto del Filarete: solo nel 1698 si decise la costruzione di una grande cappella dedicata al santo dove collocare anche il dipinto a lui dedicato. Il duomo di Bergamo assunse così il ruolo di chiesa maggiormente dedicata al santo patrono della città: Alessandro di Bergamo.

## Descrizione
(Pasino Locatelli)
La tela raffigura san Vincenzo con la rossa dalmatica genuflesso sulle bianche nubi che veglia sulla città di Bergamo raffigurata sulla parte inferiore. La città di Bergamo è stata raffigurata anche in altre tele e questo ha permesso la ricostruzione storica urbanistica di Bergamo.
La descrizione del quadro da parte del Locatelli è molto precisa e positiva, e fa riferimento al Salmeggia importante artista antiriformista bergamasco vissuto a cavallo del XVI e XVII secolo. Ciro Caversazzi, pubblicando lo studio sulle ricerche storiche del palazzo del comune presenta collegamenti di questo dipinto e quello del Salmeggia conservato nella chiesa di Santa Grata in Columnellis eseguito nel 1623 in riferimento alla descrizione della città. Il Ceresa aveva infatti raffigurato la torre del palazzo del comune con l'orologio e protetto da una copertura di rame dove vi era una palla e un vaso, inserita nel 1629 e non presente nel 1623: «essendosi la torre fenduta nel sommo, fu questo da ogni parte rinforzato con chiavarde e il culmine ricoperto di cupola di piobo colla statua di S. Alessandro patrono; quale appunto si ravvisa in una tela di Carlo Ceresa nella Cappella di S. Vincenzo in Duomo». Anche questa conformazione abbe breve dutata infatti fu distrutta da un incendio nel 1681: «nel 1685 la cima della torre assunse quell'aspetto che mostra ancora in due stampe del 1798 e del 1843, cioè col culmine pianeggiante e un casino in mezzo e un'alta ringhiera sormontate in giro il cornicione cinquecentesco. Nella seconda metà del secolo scorso, levati cornicioni e ringhiera, furono tagliati nell'antica muraglia abbassando così il culmine, i quattro merloni angolari che coronano la sommità della torre»
Ceresa risulta non essere molto puntuale nella sua descrizione, confrontandola con una veduta inserita nel dipinto di Gian Paolo Cavagna Gloria dei santi Pietro, Paolo e Cristoforo del 1607 per la basilica di Sant'Alessandro in Colonna, che fu molto preciso nella sua descrizione. Nel dipinto del Ceresa è ben visibile colle San Vigilio, mentre resta un poco impreciso l'Ospitium Magnum della Cittadella viscontea, poi inclusa nella struttura del seminario vescovile. La facciata della basilica mariana di Santa Maria Maggiore è raffigurata molto in evidenza. Vi è raffigurata anche la torre del Gombito, mentre la torre disegnata dell'antica chiesa di San Vincenzo, fu probabilmente abbattuta nel 1688 per la costruzione del coro del duomo.
Il datazione sarebbe riferibile agli anni quaranta del Seicento facendo riferimento al dipinto conservato nel santuario di Sombreno del 1645.